# Nasrin Sotoudeh
Nasrin Sotoudeh (persa: نسرین ستوده) (Teheran, 3 d'abril de 1963) és una advocada i activista política iraniana, defensora dels drets humans. Ha representat a activistes i polítics iranians empresonats després de les disputades eleccions presidencials iranianes de 2009 i també a presoners condemnats a mort per delictes comesos quan eren menors. Alguns dels seus clients han estat el periodista Isa Saharkhiz, el premi Nobel de la Pau Shirin Ebadi i Heshmat Tabarzadi, cap del grup d'oposició prohibit Front Democràtic de l'Iran.
Sotoudeh fou arrestada el setembre de 2010 per difondre propaganda i conspirar per danyar la seguretat de l'Estat i va ser empresonada en un confinament solitari a la presó d'Evin. El gener de 2011, les autoritats iranianes condemnaren a Sotoudeh a 11 anys de presó, a més de prohibir-li la pràctica del dret i el dret a marxar del país durant 20 anys. Més tard, un tribunal d'apel·lacions reduí la pena de presó a 6 anys, i la seva prohibició de treballar com a advocada a 10 anys. El 2012 guanyà el Premi Sakharov, juntament amb el director Jafar Panahi. El 2020 va guanyar el premi Right Livelihood Award, i el 2023, el Premi al Coratge Civil.

## Història
Després de poc més de tres setmanes de permís penitenciari, Nasrin Sotoudeh es troba de nou en la presó.
Segons la informació de la qual disposem en aquests moments, Nasrin hauria estat diagnosticada amb COVID-19 i el 30 de novembre un doctor li va dir que encara podia contagiar-lo, per la qual cosa havia de romandre en quarantena altres dues setmanes.
No obstant això, el 2 de desembre la van contactar de la presó de Shahr-e Ray per a dir-li que havia de tornar a la presó. Aquest mateix dia, el seu espòs Resa Khandan va publicar en Facebook una nota escrita per Nasrin dient: "M'han dit que torni a la presó i avui tornaré ... en aquestes circunsancias prefereixo no parlar sobre com en les últimes setmanes, a causa del coronavirus, no he pogut abraçar als meus fills".
Nasrin va sortir de la presó amb un permís temporal el 7 de novembre. Abans d'aquesta data la seva salut ha empitxorat greument a causa de la vaga de fam que va mantenir durant més d'un mes i mig en protesta per les condicions d'empresonament durant la pandèmia i per la fustigació al qual estava sent sotmesa la seva família
No pararem de reclamar a les autoritats iranianes lliberteu immediata per a Nasrin Sotoudeh #FreeNasrin.
Lluitar pacíficament pels drets humans. Això és el que ha fet Nasrin tota la seva vida. Com a advocada defensava a les dones que es negaven a acatar les degradants lleis sobre l'ús del vel o hijab.
A l'Iran, a les dones i a les nenes no se'ls permet sortir de les seves llars tret que es cobreixin el cabell amb un mocador i els braços i les cames amb roba solta. Nasrin volia canviar això i va ser detinguda per això.
Les autoritats iranianes interpreten que això atenta contra la seguretat nacional o és un insult al “Líder Suprem”.
I li han imposat la pena més cruel. La de Nasrin és la sentència més dura que es recordi en molts anys contra un defensor o defensora dels drets humans .
I la repressió no cessa. Al maig un altre advocat, Amirsalar Davoudi, va ser condemnat a 30 anys de presó i 111 fuetades per denunciar violacions de drets humans a través de l'aplicació de missatgeria mòbil Telegram.
Exigeix al Líder Suprem de l'Iran l'alliberament immediat i incondicional de Nasrin Sotoudeh i que la sentència sigui anul·lada ja.